# Т. Дж. Гнанавель
Т. Дж. Гнанавель (там. தா. செ. ஞானவேல், англ. T. J. Gnanavel) — індійський кінорежисер і сценарист, журналіст, який працював переважно в тамільській кіноіндустрії (так званий Коллівуд). Він найбільш відомий як режисер фільму «Джай Бхім» 2021 року.
Гнанавель дебютував у 2011 році, написавши сценарій кримінального бойовика «Подорожі». Потім він співпрацював з Пракашем Раджем, напісавши діалогі для його режисерського проєкту «Дхоні» 2012 року.
У 2017 році Гнанавель дебютував як режисер з комедією «Один серед натовпу», де знялися Ашок Селван і Прія Ананд. Гнанавель став не лише режисером фільму, а й написав історію, сценарій і діалоги.

## Особисте життя
Народився 1981 року в районі Веллор міста Ченнаї, столиці штату Таміл-Наду, Індія. Закінчив Президентський коледж у Ченнаї, де здобув ступінь доктора філософії з тамільської літератури; він перший у своїй родині, хто здобув вищу освіту.

## Цікаві факти
Прізвище режисера Гнанавель (там. ஞானவேல், МФА: [Ñāṉavēl]) з тамільської буквально перекладається як «мудрість».
Улюблені фільми Гнанавеля — «Діти небес» іранського режисера Маджида Маджиді, «Паскудне дівча» південнокорейського режисера Квак Че Йона і «Корона» — індійський фільм мовою малаялам, знятий Сібі Малайлом за сценарієм А. К. Лохітхадаса.
Режисер глибоко закоханий у сучасну тамільську літературу: «Я одержимий багатьма письменниками, починаючи від Пудхумайпітана до С. Рамакрішнана».

## Фільмографія
| Рік  | Назва              | Оригінальна назва           | Режисер | Сценарист | Примітки                       |
| ---- | ------------------ | --------------------------- | ------- | --------- | ------------------------------ |
| 2010 | Кривава вдача      | гінді रक्तचरित्र 2             | Ні      | Так       | діалоги для тамільської версії |
| 2011 | Подорожі           | тел. గగనం                    | Ні      | Так       | діалоги для тамільської версії |
| 2012 | Дхоні              | там. தோனி / тел. ధోని           | Ні      | Так       | діалоги для тамільської версії |
| 2017 | Один серед натовпу | там. கூட்டத்தில் ஒருத்தன்           | Так     | Так       |                                |
| 2021 | Джай Бхім          | англ. Jai Bhim / там. ஜெய் பீம் | Так     | Так       |                                |
| 2024 | Талайвар 170       |                             | Так     | Так       | тривають зйомки                |

## Нагороди та номінації
| Рік  | Нагорода                    | Організація                          | Номінація         | Робота      | Результат | Примітки |
| ---- | --------------------------- | ------------------------------------ | ----------------- | ----------- | --------- | -------- |
| 2022 | Filmfare Awards South       | The Times Group                      | Найкращий режисер | «Джай Бхім» | Номінація |          |
| 2022 | Tiantan Award               | Пекінський міжнародний кінофестиваль | Найкращий фільм   | «Джай Бхім» | Номінація |          |
| 2022 | Ananda Vikatan Cinema Award | Ananda Vikatan                       | Найкращий режисер | «Джай Бхім» | Перемога  |          |
| 2022 | IFF Award                   | Indian Film Festival Of Melbourne    | Найкращий режисер | «Джай Бхім» | Номінація |          |